# Cosmosoma nigrithorax
Cosmosoma nigrithorax là một loài bướm đêm thuộc phân họ Arctiinae, họ Erebidae.